# 솔레프테오시

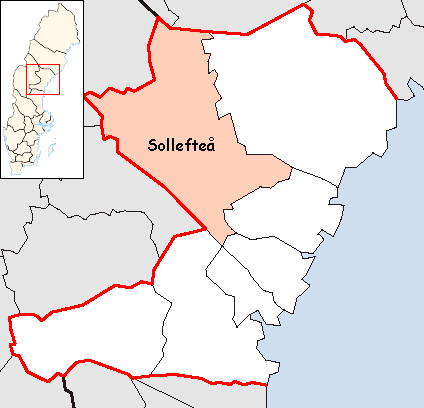
솔레프테오 시의 위치

솔레프테오시(스웨덴어: Sollefteå kommun)는 스웨덴 베스테르노를란드주에 위치한 지방 자치체로 행정 중심지는 솔레프테오이며 면적은 5,761.82km2, 인구는 19,846명(2016년 12월 31일 기준), 인구 밀도는 3.4명/km2이다.

시 문장